# Stage Struck (film fra 1917)
Stage Struck er en amerikansk stumfilm fra 1917 af Edward Morrissey.

## Medvirkende
- Dorothy Gish som Ruth Colby
- Frank Bennett som Jack Martin
- Kate Toncray som Mrs. Martin
- Jennie Lee som Mrs. Teedles
- Spottiswoode Aitken